# Зимнее утро
«Зи́мнее у́тро» — советский художественный фильм 1967 года, поставленный режиссёром Николаем Лебедевым по мотивам повести Тамары Цинберг «Седьмая симфония».

## Сюжет
Девочка Катя спасает маленького мальчика во время бомбежки в блокадном Ленинграде. Их дом разгромлен. Она даёт мальчику имя Серёжа и начинает заботиться о нём. Через некоторое время Катя знакомится с капитаном Вороновым, который только что вернулся с фронта и пытается разыскать свою семью. Возвращаясь на фронт, он отдаёт им продукты, которые вёз жене и сыну. Через какое-то время Катя устраивается на работу в больницу. Туда же привозят раненого Воронова. В больнице он получает известия, и вынужден смириться с потерей своей семьи. Случайно он упоминает имя своего сына Мити. Серёжа, услышав имя, сразу вспоминает дразнилку, которую придумала его мама, когда он был ещё совсем маленьким. Воронов понимает, что это его сын, но вынужден их оставить, так как снова возвращается на фронт. В машине капитан говорит водителю, что попрощался «с сыном… и с дочерью».

## В ролях
| Актёр                  | Роль                                         |
| ---------------------- | -------------------------------------------- |
| Таня Солдатенкова      | Катя Никанорова                              |
| Костя Корнаков         | Серёжа (Митя)                                |
| Николай Тимофеев       | Алексей Петрович Воронов                     |
| Вера Кузнецова         | тётя Таня                                    |
| Лилия Гурова           | Нина Владимировна Воронова                   |
| Любовь Малиновская     | врач                                         |
| Николай Кузьмин        | печник Трофимов                              |
| Вера Липсток           | жена Трофимова                               |
| Любовь Виролайнен      | внучка                                       |
| Евгений Григорьев      | управдом Иван Лукич                          |
| Николай Рождественский | заводской мастер Василий Васильевич Игнатьев |
| Тамара Тимофеева       | управдом Анна Васильевна                     |
| Станислав Соколов      | Володя — раненый в военном госпитале         |
| Майя Блинова           | медсестра                                    |
| Аркадий Трусов         | шофёр                                        |
| Жанна Сухопольская     | соседка                                      |
| Фёдор Никитин          | профессор                                    |
| Лидия Белая            | работник исполкома                           |
| Фёдор Федоровский      | Тимофей Павлович — однополчанин Воронова     |
| Людмила Чупиро         | продавщица                                   |
| Владимир Волчик        | дружинник                                    |
| Николай Мельников      | парень в бомбоубежище                        |
| Николай Мартон         | немецкий офицер                              |
| Анатолий Степанов      | раненый в военном госпитале                  |
| Павел Первушин         | Ерофеев                                      |
| Юрий Оськин            | шофёр                                        |

## Съёмочная группа
- Режиссёр: Николай Лебедев
- Автор сценария: Сократ Кара-Дэмур
- Оператор: Семён Иванов
- Художник: Алексей Федотов
- Композитор: Владимир Маклаков

## Награды
- «Золотой приз» лучшему детскому фильму на VI МКФ в Москве (1969)[1].
- Приз «За самый добрый фильм» на II МКФ детских фильмов (в рамках VI МКФ) в Москве (1969).